# ГКПП Капитан Петко войвода – Орменион
ГКПП Капитан Петко войвода – Орменион е разговорно име на 2 гранични контролно-пропускателни пункта на държавната граница между България и Гърция и на района между тях. 
Пунктовете се намират съответно:
- ГКПП Капитан Петко войвода, България – при квартал Капитан Петко войвода на Свиленград;
- ГКПП Орменио, Гърция – при с. Орменион (българско име Черномен), с име до 2004 г. ГКПП Ново село (по предишно име на селото).

Свързва Свиленград със скоростния път през Димотика, Софлу и Фере, излизащ на Бяло море при Дедеагач. Граничният преход функционира от 5 ноември 1988 година и е разположен на еврокоридор Е-80, свързващ градовете Хелзинки и Александруполис. Годишно през пункта преминават над 500 000 души и над 250 000 автомобила. Най-натоварените дни са празничните, в които често се образуват опашки от чакащи автомобили. Препоръчително е пътуващите с туристическа цел да избягват пътувания през първите и последните дни на празниците.
Пътната инфраструктура от българска и гръцка страна е добре развита, по-голямата част от Е-80 в района е автомагистрала. На граничния пункт могат да се закупят седмични и месечни винетни стикери. В близост до ГКПП от българска страна функционират офиси на застрахователни и спедиторски фирми, както и обменни бюра.
През декември 2004 г. по повод 160 годишнината от рождението на българския революционер Петко Войвода, по предложение на Съюза на тракийските дружества граничният контролно-пропускателен пункт Ново Село е преименуван на Капитан Петко войвода.
От 1 януари 2025 г. ГКПП се закрива. Преминава се без спиране на автомобила и показване на документи на вече бившия ГКПП, но със съобразена скорост, означена с пътни знаци. Сградният фонд и инфраструктурата се запазват, така че при необходимост да могат да бъдат отворени. Граничните полицаи имат право да спират за проверки на случаен принцип и с оглед анализ на риска. 